# Causa di divorzio
Causa di divorzio è un film del 1972 diretto da Marcello Fondato.

## Trama
Terminato il servizio militare a Carpi, il giovane romano Silvestro Parolini sposa Ernesta, ma anziché portarla a Roma, come le aveva promesso, resta nella cittadina emiliana, impiegandosi in un lanificio. Poiché tutti, a Carpi, fanno maglie in casa, anche Ernesta s'è comprata un telaio per tessere, ma purtroppo, pressata dal bisogno di guadagnare, ha finito per trascurare sia la casa che il marito. Silvestro conosce Enrica, che si dedica invece completamente al consorte e ai fornelli: anche Enrica ha i suoi problemi coniugali, ma i due decidono di unirsi. Se per lei, che s'è sposata in Chiesa, è facile ottenere in breve tempo la dichiarazione di nullità del matrimonio dalla Sacra Rota, per Silvestro, che s'è ammogliato in Municipio, la faccenda appare assai più complicata per cui decide di consultare un avvocato. Ernesta fornisce involontariamente a Silvestro il motivo per ottenere la separazione facendosi trovare a letto con il facchino Vladimiro, primo passo sulla strada del divorzio. Finalmente Silvestro ed Enrica possono iniziare la loro convivenza; intanto, però, i soldi scarseggiano e alla fine anche Enrica si vede costretta a comprare un telaio. A quel punto Silvestro non ce la fa più e decide di fuggire dalla città, ma viene salvato all'ultimo momento dal suo estroso avvocato.

## Critica
«Spunti di satira sociale...» *½ 